# Campionati tedeschi di sci alpino 1968
I Campionati tedeschi di sci alpino 1968 si disputarono a Todtnau dal 1º al 3 marzo; furono assegnati i titoli di discesa libera, slalom gigante, slalom speciale e combinata, sia maschili sia femminili.

## Risultati
| Specialità      | Uomini           | Donne             |
| --------------- | ---------------- | ----------------- |
| Discesa libera  | Ludwig Leitner   | Christine Laprell |
| Slalom gigante  | Willi Lesch      | Burgl Färbinger   |
| Slalom speciale | Alfred Hagn      | Burgl Färbinger   |
| Combinata       | Gerhard Prinzing | Rosi Mittermaier  |